# Neostylopyga modesta
Neostylopyga modesta är en kackerlacksart som beskrevs av Bei-Bienko 1965. Neostylopyga modesta ingår i släktet Neostylopyga och familjen storkackerlackor. Inga underarter finns listade i Catalogue of Life.